# Maclaurin (Mondkrater)
Maclaurin ist ein Einschlagkrater südwestlich des kleinen Mare Spumans im östlichen Teil der Mondvorderseite. Er liegt nordöstlich des auffallenden Kraters Langrenus und westnordwestlich des Kraters Gilbert.
Die Kraterstruktur von Maclaurin erscheint ungewöhnlich, da eine Anzahl von kleineren Kratern an seinen Außenrand anschließt. Im Norden sind dies speziell die von Lava gefluteten 'Maclaurin O' und 'Maclaurin K'. Entlang der Nordost-, Ost- und Südseite befinden sich ebenfalls Satellitenkrater. Die drei Krater am Südrand, zu denen 'Maclaurin A' und 'Maclaurin N' gehören, sind weit genug in den Hauptkrater eingedrungen, um den Umriss an dieser Stelle abzuflachen. Die einzigen freien Stellen am Umfang befinden sich auf der Westseite und einer kurzen Strecke im Südosten. Trotz allem zeigt Maclaurin eine im Wesentlichen kreisrunde Form.
Die inneren Kraterwände fallen in einem sanften Abhang zum abgeflachten Kraterboden hin ab. Der mittlere Bereich wurde, möglicherweise durch basaltische Lava, neu gebildet und besitzt deshalb aufgrund seiner dunkleren Tönung eine geringfügig niedrigere Albedo. Im Mittelpunkt des Kraterbodens erhebt sich ein niedriger zentraler Höhenzug.
| Buchstabe | Position                 | Durchmesser              | Link                     |
| --------- | ------------------------ | ------------------------ | ------------------------ |
| A         | 3,24° S, 67,56° O        | 29 km                    |                          |
| B         | 3,69° S, 71,51° O        | 36 km                    |                          |
| C         | 1,22° S, 69,4° O         | 31 km                    |                          |
| D         | 7,07° S, 69,86° O        | 11 km                    |                          |
| E         | 3,51° S, 65,59° O        | 22 km                    |                          |
| F         | Umbenannt in von Behring | Umbenannt in von Behring | Umbenannt in von Behring |
| G         | 7,01° S, 66,97° O        | 17 km                    |                          |
| H         | 1,58° S, 64,13° O        | 42 km                    |                          |
| J         | 2,58° S, 69,35° O        | 15 km                    |                          |
| K         | 1,11° S, 66,78° O        | 35 km                    |                          |
| L         | 1,37° S, 71,45° O        | 28 km                    |                          |
| M         | 4,92° S, 69,14° O        | 42 km                    |                          |
| N         | 3,82° S, 68,36° O        | 31 km                    |                          |
| O         | 0,16° S, 67,6° O         | 41 km                    |                          |
| P         | 6,11° S, 69,45° O        | 32 km                    |                          |
| R         | Umbenannt in Morley      | Umbenannt in Morley      | Umbenannt in Morley      |
| S         | Umbenannt in Hargreaves  | Umbenannt in Hargreaves  | Umbenannt in Hargreaves  |
| T         | 1,84° S, 65,34° O        | 33 km                    |                          |
| U         | 4,04° S, 66,43° O        | 19 km                    |                          |
| W         | 0,57° N, 68,17° O        | 23 km                    |                          |
| X         | 0,11° N, 68,64° O        | 18 km                    |                          |
| Y         | Umbenannt in Born        | Umbenannt in Born        | Umbenannt in Born        |